# Kantatie 91
Pour les articles homonymes, voir Route 91.
La route principale 91 (en finnois : Kantatie 91 est une route principale allant de Ivalo à Raja-Jooseppi en Finlande.

## Description

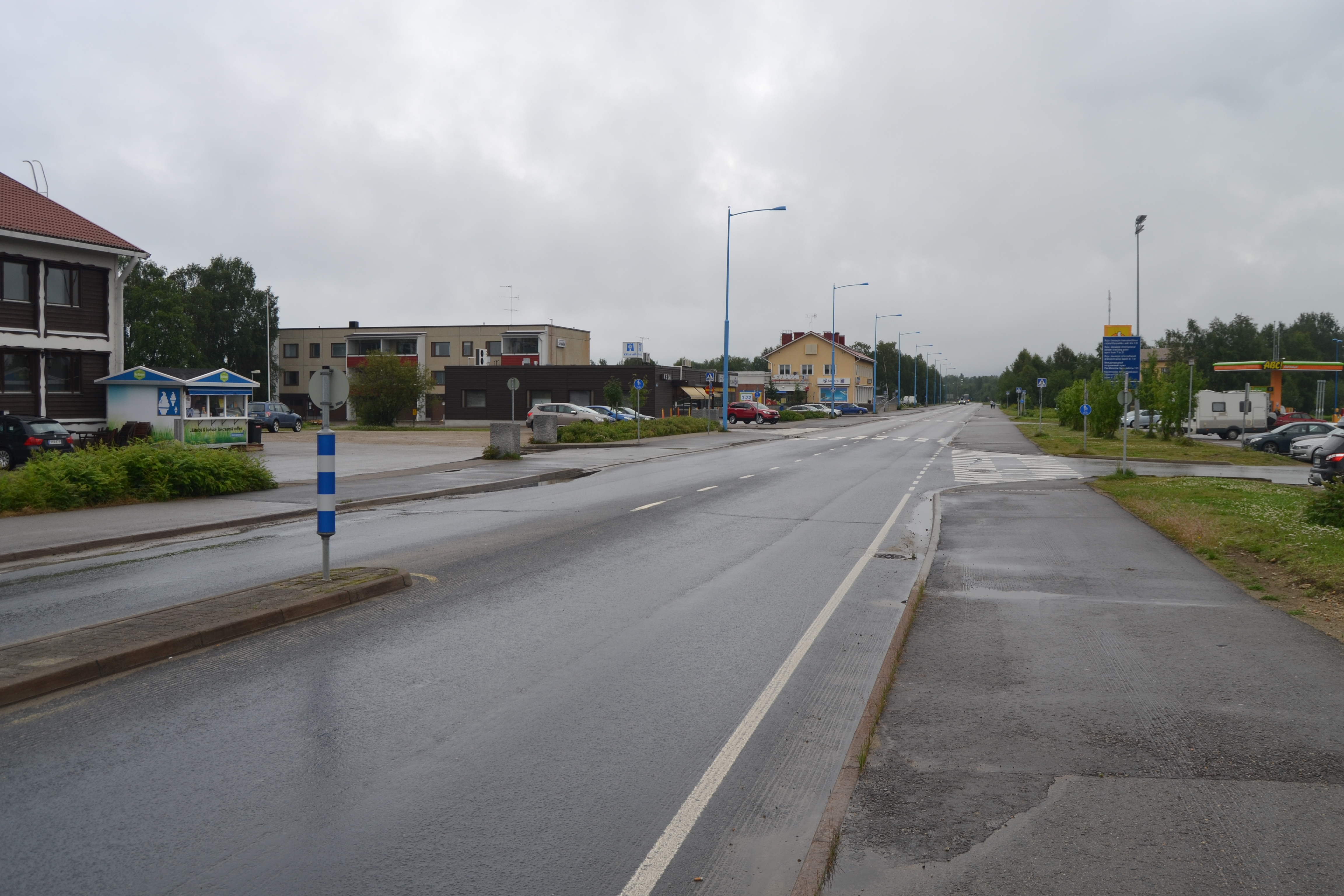
La Kantatie 91 à Ivalo.

La route 91, longue de 53 kilomètres, bifurque de la route nationale 4 à Ivalo, suit la rivière Luttojoki et se termine au passage frontalier Raja-Jooseppi de la frontière russo-finlandaise.

## Parcours
La route parcourt les lieux suivants de la municipalité d'Inari :
- Ivalo
- Raja-Jooseppi